# 녹색좌파당 (네덜란드)
녹색좌파당(네덜란드어: GroenLinks, 흐룬 링크스[*])은 1989년에 설립된 네덜란드의 중도좌파 정당이다. 2017년 총선 결과 자유민주국민당, 네덜란드 자유당, 기독교민주당 아펠, 민주66에 이어 5당이다.

## 정치 성향
녹색좌파당은 극우주의와 네덜란드 자유당에 강하게 반대하는 입장을 고수하고 있다. 예시 클라버 서기장은 '우리는 헤이르트 빌더르스처럼 상대방에 날을 세우는 사람에 싫증이 난다. 우리는 함께 살길 원한다'라며 헤이르트 빌더르스 자유당 대표를 공개적으로 비난하기도 하였다.

## 같이 보기
- 녹색당
- 녹색정치